# Europejska Organizacja Rozwoju Rakiet Nośnych

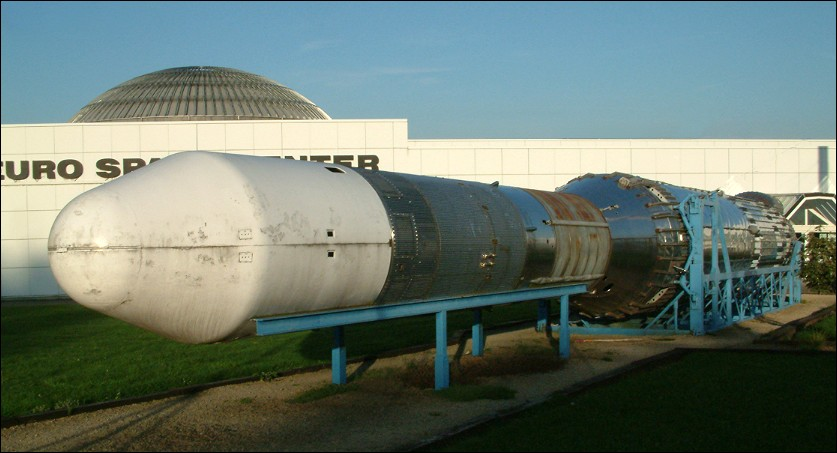
Rakieta Europa II

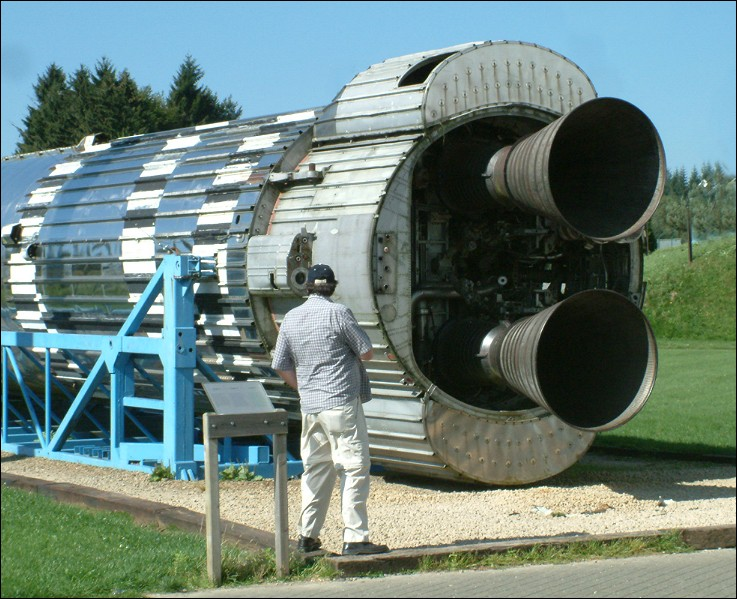
Rolls-RoyceRZ-12

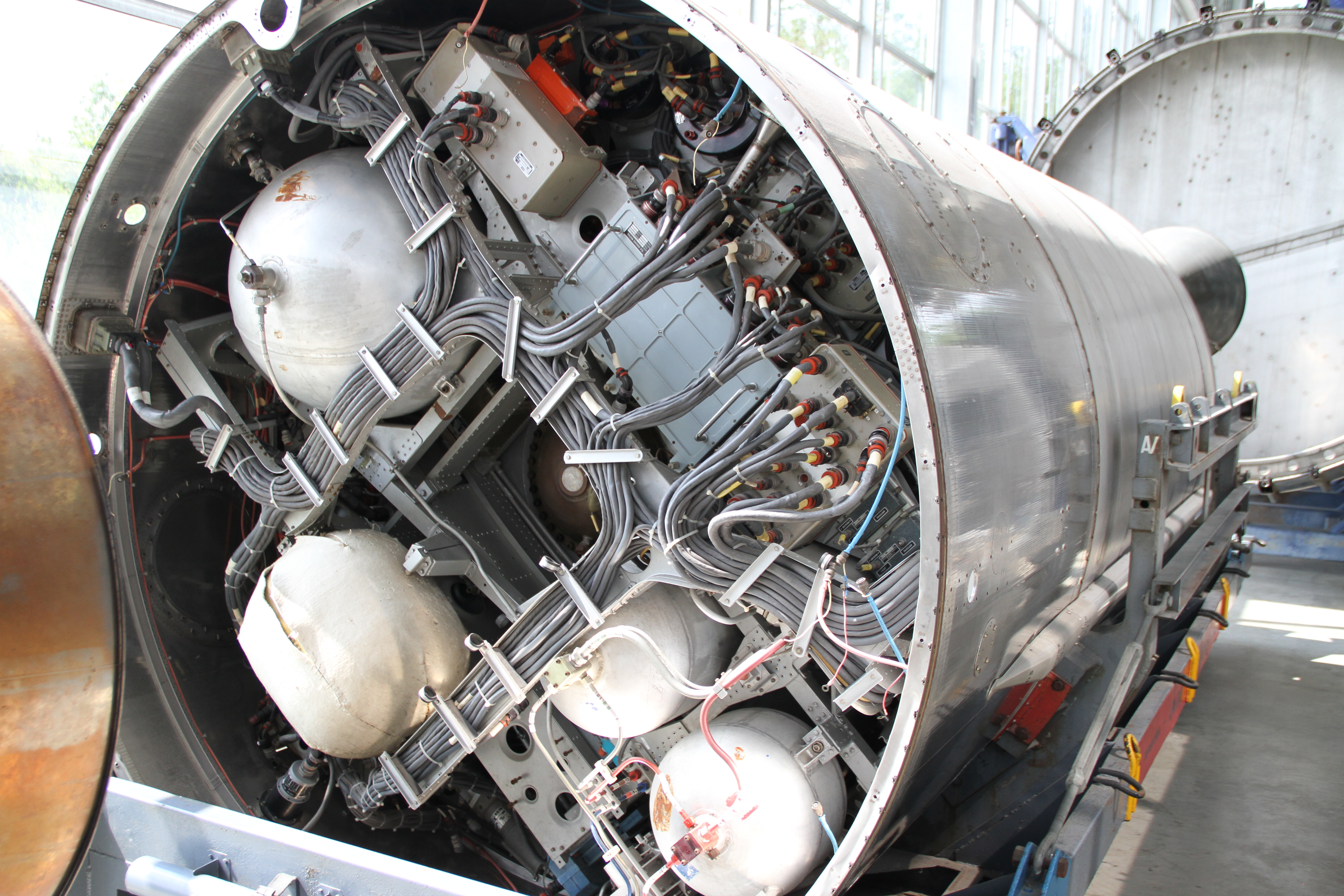
Coralie

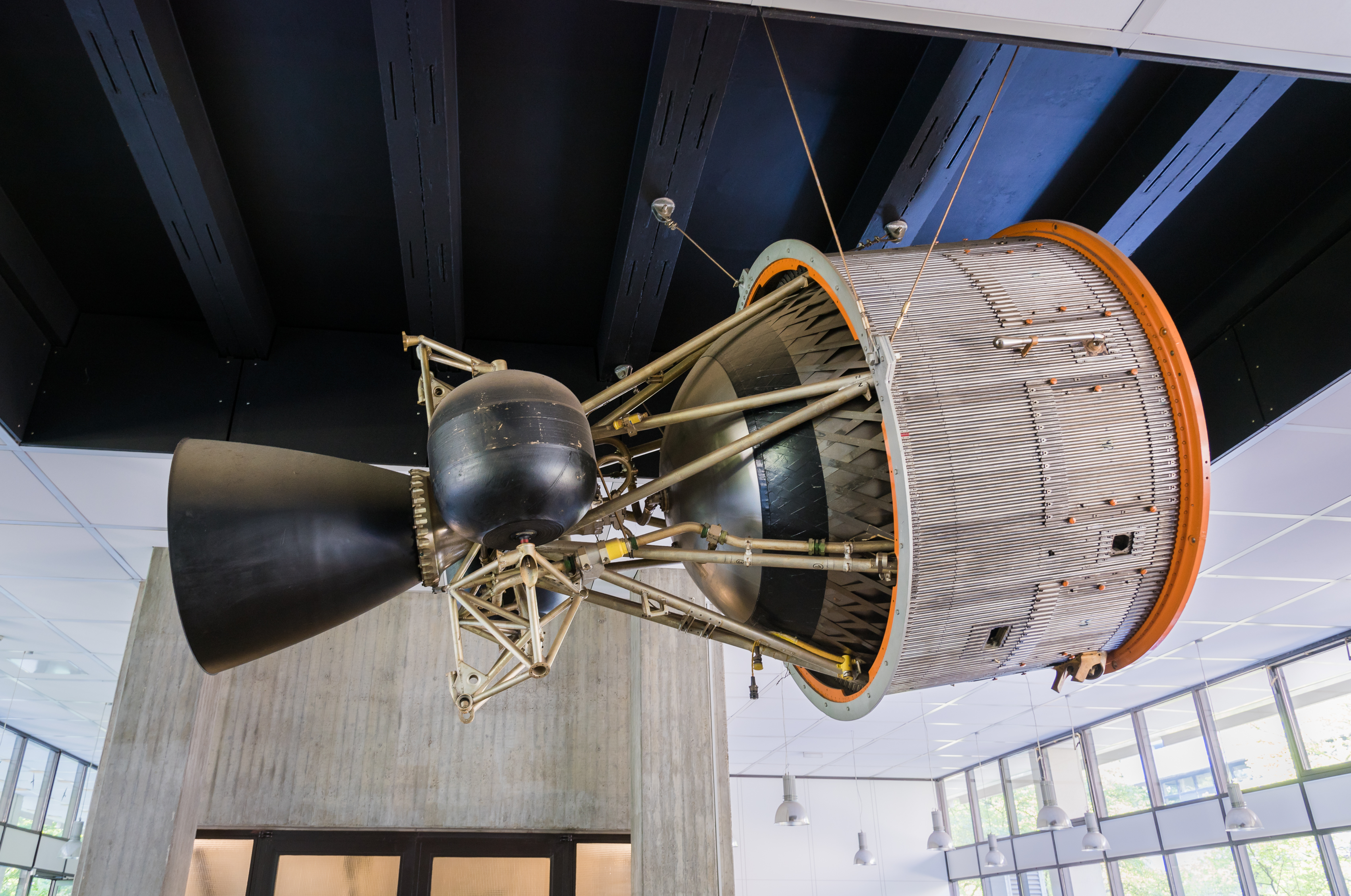
Astris

Europejska Organizacja Rozwoju Rakiet Nośnych (ang. European Launcher Development Organisation, ELDO) – międzynarodowa organizacja zawiązana w 1962, a formalnie utworzona w 1964, w celu opracowania i budowy rakiety nośnej Europa. W 1975 połączona z ESRO w Europejską Agencję Kosmiczną.
Propozycja utworzenia ELDO została wysunięta przez Wielką Brytanię, która w kwietniu 1960 anulowała niemal ukończony program budowy rakiety Blue Streak. Wielka Brytania zaproponowała krajom ówczesnej Unii Europejskiej budowę wspólnej trójstopniowej rakiety nośnej zdolnej do wyniesienia na niską orbitę okołoziemską ładunek 1 000 kg.
Do programu przystąpiły:
- Australia - członek stowarzyszony, który udostępnił poligon rakietowy Woomera
- Belgia
- Francja
- Holandia
- Niemcy
- Wielka Brytania
- Włochy

Brytyjski Blue Streak miał stanowić 1. człon rakiety Europa I. Francuska rakieta Coralie, 2. człon. Niemcy miały zbudować człon trzeci o nazwie Astris. Włochy miały zaprojektować satelitę, a Holandia z Belgią skoncentrować się na systemie śledzenia i telemetrii.
Pierwsze 10 startów odbyło się z poligonu rakietowego Woomera, w Australii. Program startów podzielono na trzy fazy:
- Faza 1 (1964–1965) - starty F1 do F3 - starty pierwszego członu Blue Streak w kierunku północno-zachodnim (Talgarno). Wszystkie starty był udane
- Faza 2 (1966–1967) - starty F4, F5, F6/1 i F6/2 - loty suborbitalne z makietami satelitów w kierunku pustyni Simpsona. Loty odbywały się z makietami 2. i 3. członu (sprawdzenie stabilności aerodynamicznej), po czym w kolejnych startach zastępowano je właściwymi stopniami
- Faza 3 (1967–1970) - starty F7 do F10 - starty z satelitą wraz z jego satelizacją - żaden nie powiódł się z powodu usterek 3. członu. Lot F10 nie odbył się

Fazy 2. i 3. były całkowicie nieudane. Człony Blue Streak sprawdzały się i działały bez zarzutu, jednak usterki pojawiały się zawsze w 2. i 3. członie rakiety. Czwarty lot fazy 2. został dodany w celu zrekompensowania poprzednich porażek jednak również nie powiódł się.
Ponieważ poligon Woomera nie nadawał się do umieszczania satelitów na orbitach geostacjonarnych, w 1966 zdecydowano o przeniesieniu kolejnych startów do Kourou – francuskiego kosmodromu w Gujanie Francuskiej, w Ameryce Południowej.
Tam, 5 listopada 1971, odbył się ostatni start F11, w czteroczłonowej konfiguracji Europa II. W przeciwieństwie do poprzedniczek dodano stopień czwarty o nazwie P068. Nie powiódł się on z powodu usterki autopilota. Rakieta eksplodowała na wys. 79 km i rozbiła się. Przełożony z tego powodu start F12 nie został zrealizowany, gdyż w międzyczasie Wielka Brytania wycofała się z programu i postanowiono rozwijać rakiety rodziny Ariane.